# Gaj (powiat golubsko-dobrzyński)
Gaj – wieś w Polsce położona w województwie kujawsko-pomorskim, w powiecie golubsko-dobrzyńskim, w gminie Radomin.

## Podział administracyjny
W latach 1975–1998 miejscowość należała administracyjnie do województwa toruńskiego.

## Demografia
Według Narodowego Spisu Powszechnego (III 2011 r.) wieś liczyła 139 mieszkańców. Jest ósmą co do wielkości miejscowością gminy Radomin.